# Museo geologico G. Cortesi
Il museo geologico G. Cortesi è un museo geologico situato nel comune italiano di Castell'Arquato, in provincia di Piacenza. Raccoglie reperti fossili e minerali, con particolare attenzione al periodo del Piacenziano. Pur non essendo gestito direttamente, il museo è associato al parco regionale dello Stirone e del Piacenziano.

## Storia
Il museo trae le sue origini dalla collezione civica di fossili di Castell'Arquato, le cui prime visite documentate risalgono al maggio 1927 e che era originariamente ospitata all'interno dell'archivio comunale, nel palazzo del Podestà, sede del municipio arquatese. Il nucleo originario della collezione era composto dalla raccolta di molluschi fossili formata a cavallo tra la fine dell'Ottocento e l'inizio del Novecento dall'avvocato Odoardo Bagatti che aveva riunito materiale ritrovato in diverse zone della provincia di Piacenza.
Nel 1961 il museo fu trasferito all'interno del torrione Farnese, nel quale, tuttavia, non vennero spostati tutti i reperti: tra i pezzi che rimasero nella collocazione precedente vi furono i resti fossili di un cetaceo, scoperti nel 1934 sui calanchi del monte Falcone.
Nella primavera del 1983 venne scoperta, sui calanchi di Rio Carbonari, nei pressi della frazione Tabiano di Lugagnano Val d'Arda, il cranio di una balenottera; questa scoperta accrebbe di rimando l'interesse verso il museo, favorendo la nascita di un'équipe dedicata alla gestione del complesso museale con gli obiettivi della conservazione dei reperti, della collaborazione finalizzata alla ricerca scientifica con centri di ricerca e università e dell'attività didattica con le scuole e con il pubblico.
Negli anni successivi, a seguito dell'autorizzazione da parte della Soprintendenza Archeologica, furono condotte ulteriori campagne di scavo che permisero di riportare alla luce altri resti fossili di cetacei.
Nel 1990 la sede del museo fu spostata presso l'ospedale Santo Spirito, costruzione di epoca cinquecentesca che, per le sue maggiori dimensioni, si dimostrò maggiormente funzionale ad accogliere i resti della balenottera, ovvero l'elemento di maggior spicco conservato all'interno del museo.

## Percorso espositivo
Il percorso espositivo si compone di 6 sezioni, ad ognuna delle quali è dedicata una sala.
Il cammino della vitaIn questa sezione, ospitata nella prima sala, si trovano diversi fossili provenienti da varie parti del mondo tra cui trilobiti ritrovati nello Utah e in Marocco, ammoniti ritrovate a Holzmaden, in Germania e pesci fossili del bacino di Araripe, in Brasile. A questi reperti si affiancano una serie di pannelli esplicativi che illustrano le principali tappe evolutive del mondo vegetale e animale.
Il golfo delle baleneQuesta sezione, situata nella sala centrale del complesso museale, è dedicata ai fossili dei cetacei ritrovati sui calanchi di val d'Arda, val Chiavenna e val d'Ongina. Tra questi ci sono lo scheletro rinvenuto negli anni '30 sulle pendici del monte Falcone, del quale sono esposti alcuni frammenti tra cui la scapola destra, alcune vertebre dorsali e caudali, diverse coste e una porzione del mandibolare, che vennero sottoposti a restauri dopo il ritrovamento, il cranio pressoché completo di una balenottera rinvenuto nel 1983 e delle dimensioni di 2 m, altri frammenti di balenottere, ritrovati in due distinti episodi nel 1986, due colonne vertebrali di delfini rinvenute in val Chiavenna, un granchio fossilizzato ritrovato a Castell'Arquato nonché diversi molluschi tipici di ambienti tropicali.
Il quaternarioNella sala dedicata al quaternario si trovano testimonianze degli animali che abitavano la pianura costituitasi dopo il ritiro verso est del mare tra cui rinoceronti, orsi, elefanti cervi e bisonti.
Il PiacenzianoLa sala è dedicata alla riserva naturale geologica del Piacenziano, poi confluita nel parco regionale dello Stirone e del Piacenziano, che, costituita nel 1985 si sviluppa su 9 stazioni tra i comuni di Carpaneto Piacentino, Castell'Arquato, Gropparello, Lugagnano Val d'Arda e Vernasca per una superficie totale di 345 ha.
MalacologiaNel salone d'onore è ospitata la stanza dedicata alla malacologia, con una collezione che comprende le diverse specie tipiche dello stratotipo del Piacenziano; la maggior parte dei fossili appartengono alle classi dei Gasteropodi e dei Bivalvi alle quali si aggiungono alcuni esemplari appartenenti alla classe degli Scafopodi.
I nicchi di Leonardo da VinciUn ultimo spazio è dedicato a Leonardo Da Vinci, che durante la sua esperienza milanese per la realizzazione del monumento equestre a Francesco Sofrza ebbe modo di visionare e studiare alcune conchiglie fossili, da lui appellate nicchi, provenienti dal Piacentino, le quali sono anche citate all'interno del codice Leicester.